# Ariaspes (príncep)
Ariaspes (Αριάσπης) o Ariarates (segons Justí) fou un dels tres fills d'Artaxerxes II de Pèrsia Memnó (404 aC-358 aC) que després de la mort de son germà gran Darios fou obligat a suïcidar-se per les intrigues del seu germà Ocus, el futur Artaxerxes III de Pèrsia Ocus (358 aC-338 aC).